# Minuisis granti
Minuisis granti is een zachte koraalsoort uit de familie Isididae. De koraalsoort komt uit het geslacht Minuisis. Minuisis granti werd in 1998 voor het eerst wetenschappelijk beschreven door Alderslade. 